# Melanoides truncatelliformis
Melanoides truncatelliformis é uma espécie de gastrópode  da família Thiaridae.
É endémica do Malawi.
Os seus habitats naturais são: lagos de água doce.